# Para ser un hombre más
«Para ser un hombre más» es una canción del grupo de rock argentino Manal.

## Grabación
"Para ser un hombre más" al igual que "Qué pena me das" y todas las canciones del álbum Manal, se grabó en 1970 en los Estudios TNT, ubicados en la calle Moreno casi Avenida 9 de julio. El técnico de grabación fue Tim Croatto, exmiembro de Los TNT. La grabación de la canción contó con: Javier Martínez en batería y voz, Claudio Gabis en guitarra eléctrica, y Alejandro Medina en bajo eléctrico.

## Publicaciones
"Para ser un hombre más" fue editada como lado B de "Qué pena me das", primer sencillo de Manal y del sello Mandioca. En 1973 se editó en el álbum doble compilatorio Manal, editado por Talent. Fue registrada dos veces en vivo, en En vivo en el Roxy de 1995 (sin Claudio Gabis), y en Vivo en Red House de 2014.

## Créditos
Manal
- Javier Martínez: voz y batería
- Claudio Gabis: guitarra eléctrica
- Alejandro Medina: bajo eléctrico

Otros
- Jorge Álvarez y Pedro Pujo: productores
- Salvador y Tim Croatto: técnicos en grabación